# Rhionaeschna brevifrons
Rhionaeschna brevifrons là loài chuồn chuồn trong họ Aeshnidae. Loài này được Hagen mô tả khoa học đầu tiên năm 1861.